# Dick Tracy
Dick Tracy è un personaggio immaginario dei fumetti statunitense creato da Chester Gould. Esordì il 4 ottobre 1931 in una serie di fumetti a strisce distribuita dal Chicago Tribune Syndicate e divenne rapidamente una icona della cultura popolare americana contribuendo a stabilire un nuovo standard per i fumetti polizieschi del quale è considerato il capostipite oltre che protagonista della prima serie estremamente realistica nella quale la violenza irruppe nel mondo dei fumetti.
L'autore è riconosciuto come un maestro della suspense e della realizzazione delle tavole disegnate per il taglio cinematografico che riesce a dare alle inquadrature delle vignette e per la straordinaria capacità espressionistica con la quale crea i personaggi verrà definito "il George Grosz dei fumetti". Il successo della serie, a volte caratterizzata da uno stile narrativo eccessivo e grottesco, deriva anche dall'essere riusciuta a ricreare lo spirito della malavita del periodo.
Il successo del personaggio portò alla realizzazione di quattro serial cinematografici tra il 1937 e il 1941, quattro lungometraggi fra il 1945 e il 1947, un serial radiofonico dalla NBC nel 1944 e di una serie televisiva (1950-1951); nel 1990 venne realizzato un altro film diretto da Warren Beatty e interpretato da Madonna, Al Pacino e Dustin Hoffman e vincitore di tre premi Oscar. Nel 1995 fu una delle venti serie a fumetti incluse nella serie commemorativa di francobolli statunitensi Comic Strip Classics. Il personaggio è probabilmente l'unico a essere stato parodiato da un'altra striscia: nel 1948 il fumettista Al Capp ideò il personaggio di Fearless Fosdick, un poliziotto pasticcione e sfortunato caricatura di Dick Tracy, protagonista di avventure poliziesche parodia di quelle del personaggio di Gould.

## Biografia del personaggio
Dick Tracy è un poliziotto grintoso e determinato, capace di rispondere alla violenza della malavita senza tirarsi mai indietro di fronte al pericolo, incorruttibile, fedele alla fidanzata e ai principi della legalità, leale con gli amici, difensore di donne e bambini ma al tempo stesso spietato fino all'eccesso con i criminali, mostrando a volte un vero e proprio grilletto facile. Dick Tracy si arruola in polizia a seguito al rapimento della sua fidanzata Tess Cuorsincero (Tess Trueheart) e all'assassinio del padre di lei da parte del gangster Big Boy e si dedica anima e corpo alla lotta contro la criminalità. La sua vita privata spesso si intreccia quella professionale quando membri della sua famiglia come Junior, un ragazzo adottato da Dick, la futura moglie Tess Trueheart e la figlia Bonnie Braids, vengono più volte rapiti. Si sposa con Tess nel 1949 ma divorzieranno, seppur per breve tempo, nel 1994. Nel 1946 Chester Gould introduce nella striscia un particolare gadget: la radio a doppia frequenza, una specie di walkie-talkie da polso indossato da Tracy come un orologio e in dotazione all'intera forza di polizia. Viene usato da Tracy per comunicare con i colleghi, e diviene uno dei trademark della striscia. Da notare che negli anni quaranta una simile tecnologia era qualcosa di molto vicino alla fantascienza e divenne un elemento fantastico molto apprezzato. L'evoluzione tecnologia dei gadget di Dick Tracy proseguì negli anni sessanta quando fu introdotta la Space Coupe, una navicella spaziale a propulsione elettromagnetica che ampliò il campo d'azione di Dick Tracy facendolo arrivare sulla luna dove viene scoperta una razza di umanoidi. Tutto questo causò una vera e propria escalation nelle storie, che si fecero sempre più fantascientifiche.

## Comprimari e avversari
Nelle indagini è aiutato dai colleghi Pat Patton, Sam Catchem, Lizz e altri agenti oltre che dal suo diretto superiore: Chief Brandon. Fra gli avversari compaiono eccentrici personaggi a volte anche mostruosi e con nomignoli appropriati al loro stato come Facciadiprugna (Pruneface), dal volto raggrinzito come una prugna, Sopracciglia (The Brow), Formadipera (Pear Shape), Frank Redrum, col volto nascosto da una maschera, il perfido Jerome Trohs al terribile e sfortunato Testapiatta Jones (Flattop Jones), un sicario incaricato di uccidere Dick Tracy. Quest'ultimo divenne tanto popolare tra i lettori che, quando venne fatto morire, le proteste furono tali da spingere l'autore a farlo tornare nella serie inserendo un figlio identico a lui. Nel 2006, il personaggio di Pat Patton, prima spalla di Dick Tracy e poi capo della polizia, è stato sostituito nel suo incarico da un altro comprimario storico, Lizz. La decisione ha suscitato forti proteste nei lettori oltreoceano, soprattutto per il fatto che Patton non è più ricomparso.

## Storia editoriale
La striscia, creata da Chester Gould e pubblicata sul quotidiano statunitense Chicago Tribune, esordì con due tavole domenicali pubblicate il 4 ottobre e l'11 ottobre 1931 e con strisce quotidiane pubblicate da 12 ottobre.
Dagli anni sessanta ai settanta la trame assunsero una connotazione fantascientifica (periodo Spaziale, "Space Period") per poi cercare di modernizzare la striscia (come l'aggiunta dei baffi a Tracy e all'introduzione di un nuovo personaggio, Groovy). Furono introdotti inoltre nuovi nemici, altri personaggi minori e altri storie di contorno, ma la striscia ormai soffriva i segni del tempo e lo stesso autore si diceva insofferente a causa delle limitazioni che i giornali imponevano alle dimensioni e allo spazio dedicato alle strisce, che rendeva estremamente difficile organizzare delle storie complesse. L'autore nel 1977 lascia la serie nelle mani dei suoi assistenti, lo sceneggiatore Max Collins e il disegnatore Dick Fletcher, poi sostituito da Dick Locher. Chester Gould si ritirò ufficialmente dalla striscia nel 1977 e, dal gennaio 1978, il testimone passa allo sceneggiatore Max Allan Collins e al disegnatore Rick Fletcher (già assistente di Gould dal 1963) e poi da Mike Kilian (dal 1993) e Dick Locher (dal 1983). Vi furono alcuni cambiamenti, e tutti i legami della striscia con il precedente "Periodo Spaziale" furono tagliati tramite l'uccisione del personaggio di Moon Maid. Alla morte di Fletcher la striscia passò in mano allo sceneggiatore Mike Killian e al disegnatore Dick Locker. Dopo la morte di Killian, avvenuta nel 2005, la striscia viene continuata da Locher il quale si occupa dei testi e dei disegni. Nell'aprile 2009, viene affiancato da Jim Brozman che diviene il nuovo disegnatore ufficiale, lasciando a Locher il compito di scrivere. La serie continua a essere prodotta e nel 2013 ha vinto un Harvey Award come migliore striscia sindacata grazie ai nuovi autori Mike Curtis e Joe Staton che realizzano la striscia dal 2011.

### Edizione italiana
In Italia le strisce giornaliere e domenicali di Chester Gould sono state pubblicate, in maniera integrale, dalla casa editrice milanese Golden Comics Club a partire dal 1975. Alcune strisce sono apparse su riviste come Robinson, Linus, Il Mago, Alibaba, Robinson, Alter Linus/Alter Alter, Eureka Avventura Classic, Bhang, oltre che su alcuni volumi monografici di varie case editrici come Mondadori, Rizzoli, Comic Art e SugarCo.

## Altri media
Numerose opere sono state tratte da Dick Tracy. Negli anni quaranta in USA vi furono numerosi sceneggiati radio, dei serial cinematografici e televisivi (live action e a cartoni) e cinque film per il cinema.

### Cinema

#### Serial cinematografici
La Republic Pictures tra il 1937 e il 1941 produsse quattro serial sul personaggio:
- Dick Tracy (1937);
- Dick Tracy Returns (1938);
- Dick Tracy's G-Men (1939);
- Dick Tracy vs. Crime, Inc. (1941).

#### Lungometraggi
- Serie della RKO Pictures
  - Dick Tracy (1945), con Morgan Conway;
  - Dick Tracy contro Cueball (Dick Tracy vs. Cueball, 1946), con Morgan Conway;
  - Il dilemma di Dick Tracy (Dick Tracy's Dilemma, 1947), con Ralph Byrd;
  - Dick Tracy e il gas misterioso (Dick Tracy Meets Gruesome, 1947), con Ralph Byrd e Boris Karloff nel ruolo di Gruesome.

La RKO non aveva voluto Ralph Byrd, protagonista di Dick Tracy il serial del 1937 della Republic Pictures e lo sostituì per i primi due film. Accettò poi di fare tornare Ralph Byrd per i due capitoli successivi.
- Touchstone Pictures
  - Dick Tracy (1990), regia di Warren Beatty, con Beatty nel ruolo di Dick Tracy, Madonna nella parte di Mozzafiato Mahoney e Al Pacino nella parte di Big Boy.

### Serie televisive
- Dick Tracy (1950-1953) - 33 episodi con Ralph Byrd

### Videogiochi
Tutti i videogiochi ufficiali su Dick Tracy sono ispirati al film del 1990 e uscirono nel 1990-1991 per varie piattaforme e con vari produttori.

## Influenza culturale
Nella serie a fumetti Leo Pulp, uno dei personaggi principali è il capitano Nick Tracy, evidente omaggio dello sceneggiatore Claudio Nizzi al personaggio di Chester Gould. Infatti, Leo lo chiama sempre "Dick", anche perché gli è molto somigliante.